# Mariana Simeanu
Mariana Simeanu (ur. 15 sierpnia 1964) – rumuńska lekkoatletka specjalizująca się w biegach biegach średniodystansowych. 
Największy sukces w karierze odniosła w 1985 r. w Paryżu, zdobywając brązowy medal światowych igrzysk halowych w biegu na 800 metrów.
Rekordy życiowe:
- bieg na 800 metrów – 2:02,41 – Rzym 31/08/1984
- bieg na 800 metrów (hala) – 2:05,51 – Paryż 19/01/1985